# Не помню лица твоего
Не помню лица твоего (лит. Neatmenu tavo veido) — советский фильм, снятый Литовской киностудией в 1988 году.

## Сюжет
В детском кардиологическом санатории знакомятся подростки: 13-летняя Лета и 14-летний Саулюс. История их первой любви начинается неожиданно и печально. Но их родители и воспитатели решили помочь и «уберечь» их от опасного и якобы ненужного чувства.

## В ролях
- Ина Розенайте — Лета
- Лукас Жилис — Саулюс
- Даля Меленайте — главный врач
- Линас Паугис — педагог Антанас
- Элеонора Коризнайте — медсестра
- Альбинас Келерис — учитель
- Алдона Янушаускайте — учительница
- Витаутас Григолис — учитель
- Габия Яраминайте-Рышкувене — Гинтаре
- Аудроне Марцинкявичюте — Янина
- Ренатас Шаяука — Юозелис
- Гедиминас Карка — сторож
- Евгения Шулгайте — бабушка Леты

## Творческая группа
- Автор сценария — Леонидас Ясиневичюс
- Режиссёр-постановщик — Раймундас Банионис
- Композитор — Фаустас Латенас
- Оператор-постановщик — Йонас Томашявичюс
- Монтажёр — Ванда Сурвилене
- Художник по костюмам — Дайва Петрулите.
- Художники-постановщики — Гедрюс Лаурушас, Линас Римкус

## Фестивали, награды
- 1989 — Гран-при Московского международного детского кинофестиваля
- 1990 — Приз жюри Международного кинофестиваля в Costa de Estoril.